# 不來梅集市廣場
不來梅集市廣場（德語：Bremer Marktplatz）是位於德國城市不來梅市中心的一座廣場，面積3484平方米。雖然名為集市廣場，不過除了聖誕市和10月底的跳蚤市場之外，不來梅集市廣場現在已不作為市場使用。

## 外部連結
- Town Hall and Roland on the Marketplace of Bremen（页面存档备份，存于）, UNESCO

53°4′32″N 8°48′25″E / 53.07556°N 8.80694°E